# 過海隧道巴士P960線
過海隧道巴士P960線是香港一條過海巴士路線，由九龍巴士（一九三三）有限公司營運，於2021年7月18日投入服務，來往兆康站 （北）及會展站。路線取道屯門公路及三號幹線，沿途在建生邨、良田、大興邨、紅橋、屯門市中心、上環、中環、金鐘、灣仔和銅鑼灣設中途站，全程收費為$35.7，為屯門區乘客提供豪華過海隧道巴士服務。

## 歷史
時任運輸署署長楊何蓓茵於2017年5月到訪屯門區議會時，有區議員反映長途巴士路線在屯門公路或青山公路行駛時，企位乘客的安全問題；楊何蓓茵回應指，若巴士不設企位，票價難免需要增加。一個月後，運輸及房屋局在《公共交通策略研究》中提及改善專營巴士服務，顧問公司曾就長途專營巴士新型服務收集乘客意見，發現乘客普遍認為新服務應具備旅程較舒適（如座位較寬敞和不設企位）、服務較快捷（如停站較少及取道快速公路）和是車廂內配備更多設施（如無線上網服務及充電裝置等）的特點，遂建議在繁忙時間開辦不設企位、停站較少及與車廂配備更全面的長途豪華巴士服務。時任行政長官梁振英在2017年10月發表《施政報告》時進一步確立將會試辦長途豪華巴士服務。
運輸署在《2018－2019年度屯門區巴士路線計劃》中表示，接獲九巴提交開辦兩條過海豪華巴士線的建議，包括來往屯門及灣仔北的P960線（即此路線），及來往元朗西及天后的P968線，預計最快於2018年第四季至2019年首季開辦。當中此路線計劃由寶田邨開出，經屯門公路、長青隧道、西九龍公路，取道西區海底隧道到灣仔北，早上設特別班次由兆康苑開出，建議收費為$31.2，較960線當時的收費$20.8高出一半。建議出爐後，屯門區議會建議此路線應統一所有班次在兆康開出，並延長至銅鑼灣一帶，又認為此路線建議收費過高，要求下調票價，區議會遲遲未通過建議致此線難以在同年年末投入服務。同年5月，運輸署向區議會提交修訂方案，建議此路線來回方向繞經堅拿道天橋、灣仔道及軒尼詩道等道路。但於一個月後，運輸署突然向屯門區議員分發文件，宣布「撤回」開辦此路線的方案，遭時任屯門區議會副主席李洪森認為是向地區「砌生豬肉」，李指在議會中並沒有議員反對方案，但有聲音要求調低收費、修訂走線等細節，批評運輸署把責任諉過地區，而署方解釋撤回的只是「原有」的方案。同年12月，運輸署再次修改此路線建議，所有班次均往來兆康站（北）及灣仔北，來回程於港島區取道夏慤道及告士打道，並繞經銅鑼灣百德新街一帶，惟區議員大多不滿此路線走線未能到達銅鑼灣心臟地帶，亦使新路線十分迂迴，並再次指出此路線收費過高，要求下調票價。
運輸署於2020年4月向屯門區議會透露，計劃提供此路線服務的新型巴士，預計會於該年上半年抵港。待有關巴士完成設備改裝及相關車輛檢驗和登記等程序後，有關試辦服務預計可在年內推出。會議上，有區議員認為此線在港島區總站應設在銅鑼灣百德新街，以縮短行車路線和節省燃油開支，並再三要求下調此線票價。同年10月，屯門區議會討論屯門第54區新發展地帶交通事宜時，當區區議員賴嘉汶敦促盡快落實開辦此線，運輸署指出預定行走此線的新型巴士生產工序受2019冠狀病毒病疫情而有所延誤，希望服務可於2021年開辦。
經過多年籌備，九巴最終宣佈此路線於2021年7月18日投入服務，成為首批新一代豪華巴士路線。P960線投入服務初期並不接受九巴月票，相關乘客需繳付正常車資，九巴於2021年8月9日起為乘搭此線而又持有九巴月票的乘客提供優惠，他們可以「升級體驗價」（正價二七折）乘搭此線，乘客於登車時先繳付正常車資，然後於乘車後10－30個工作天透過八達通流動應用程式或前往八達通服務站領取車費差額，直至2023年12月31日。
2022年2月4日，此路線臨時提早往屯門尾班車開出時間為22:30，同年2月11日更臨時縮減至只於星期一至五上午及下午繁忙時間服務。在2019冠狀病毒病第五波疫情下，運輸署在考慮九巴的車長缺勤情況、各條路線的載客率及可供乘客使用的替代公共交通服務後，安排此路線於同年3月4日起暫停服務，直至同年5月3日才恢復星期一至五上午及下午繁忙時間服務。5月14日，此線在港島區總站由灣仔北遷移往會展站公共運輸交匯處，往屯門方向取消會議道近灣仔碼頭之分站；7月11起此線再恢復更多班次，但班次並沒有回復以往的水平，最終於2024年5月1日起永久改為只於星期一至五上午及下午繁忙時間服務。

## 服務時間及班次
P960線只於星期一至五（公眾假期除外）上午及下午繁忙時間分別提供去程及回程服務，列表如下：
| 兆康站（北）開 （星期一至五） | 兆康站（北）開 （星期一至五） | 會展站開 （星期一至五） | 會展站開 （星期一至五） |
| 服務時間                      | 班次（分鐘）                  | 服務時間                | 班次（分鐘）            |
| ----------------------------- | ----------------------------- | ----------------------- | ----------------------- |
| 06:45－08:15                  | 30                            | 16:00、16:45            | 16:00、16:45            |
| 08:15－10:30                  | 45                            | 17:25－18:55            | 30                      |
|                               |                               | 19:35、20:15            |                         |
| 21:00                         |                               |                         |                         |

## 收費
P960線全程收費為$35.7，並設有12歲以下小童及65歲或以上長者半價優惠，惟60歲－64歲香港居民、65歲或以上長者與合資格殘疾人士並不能受惠於長者及合資格殘疾人士公共交通票價優惠計劃。乘客登車時需以現金或八達通卡繳付車資，不設找贖；而每位成人乘客可免費帶同最多兩名四歲以下而且不佔座位的兒童乘車。此外，乘客亦可透過多元化電子支付系統（e度嘟）繳付車資，乘客使用此付款方式不能享有與非九巴／龍運路線之轉乘優惠，亦不能享有「公共交通費用補貼計劃」。而由九巴發出之免費乘車證（職員證、家屬證及退休證）亦不適用於此路線。
P960線沿途單向分段收費如下：
| 上車地點＼落車地點 | 會展站 | 兆康站（北） |
| ------------------ | ------ | ------------ |
| 西區海底隧道       | $17    | $35.7        |
| 港澳碼頭起         | $10.1  | 不適用       |
| 屯門公路轉車站     | 不適用 | $14.6        |
| 屯門市廣場起       | $8.7   |              |

### 八達通轉乘優惠
P960線和各條由進智公交營辦的香港島專線小巴路線設轉乘優惠，乘客如乘搭此線轉乘相關專線小巴路線，或由相關專線小巴路線轉乘此線往屯門方向，第二程可享$1車資優惠，優惠只適用於使用成人或「學生身份」個人八達通繳付車資的乘客。
此外，P960線和各條由香港電車營辦的路線設轉乘優惠，乘客如以八達通乘搭此線轉乘電車路線，或由電車路線轉乘此線往屯門方向，可豁免電車路線的車資，優惠並不適用於已受惠於長者及合資格殘疾人士公共交通票價優惠計劃或電車全景遊及派對電車的乘客。

## 用車
P960線獲派配置Wright Eclipse Gemini 3車身的富豪B8L 12米豪華版作固定用車，相關巴士車隊編號為「V6P」，採用歐盟六型環保引擎，並配備最新的安全裝置，包括駕駛輔助系統、車長倦意提示系統、GreenRoad車長駕駛反饋系統等；而車廂則設有較舒適且全配備安全帶的座椅、窗簾、USB充電裝置及提供免費無線上網服務，同時不設企位。這批豪華巴士原屬龍運巴士新購置的車隊，並在2019年抵港，原擬作機場巴士路線的用車，但在2020年，香港受2019冠狀病毒病疫情影響，導致航班升降大幅減少，往返機場客量大跌而且預計未能在短時間內恢復，導致該批用車一直未能出牌，最終龍運決定把相關巴士轉予九巴，用作行駛新型長途豪華巴士路線。
2021年11月，龍運巴士把旗下一輛Enviro500 MMC 12.8米豪華巴士（車隊編號1549）暫借予九巴，經翻噴九巴車身色彩後便於2022年1月起用作行走此線，並獲配新車隊編號為「E5L1」，惟該車於2023年3月起返回龍運巴士服務。2022年，九巴訂購一批配置Wright Eclipse Gemini 3車身的富豪B8L 12.8米豪華巴士，車隊編號為「V6PX」，並於同年12月起加入此線。2021年11月，九巴把此線用車的免費無線上網服務升級為5G無線上網服務，並在巴士下層後排位置增設無線充電器，方便乘客即使沒有攜帶充電線亦可在車生上為手提電話充電。
當所有豪華巴士均未能提供服務時，九巴會安排只有86個座位的富豪B8L 12米（V6B188－200）作替代用車。而在任何情況下，所有行走此線的用車若坐滿所有座位，便不會再供乘客登車。

## 行車路線

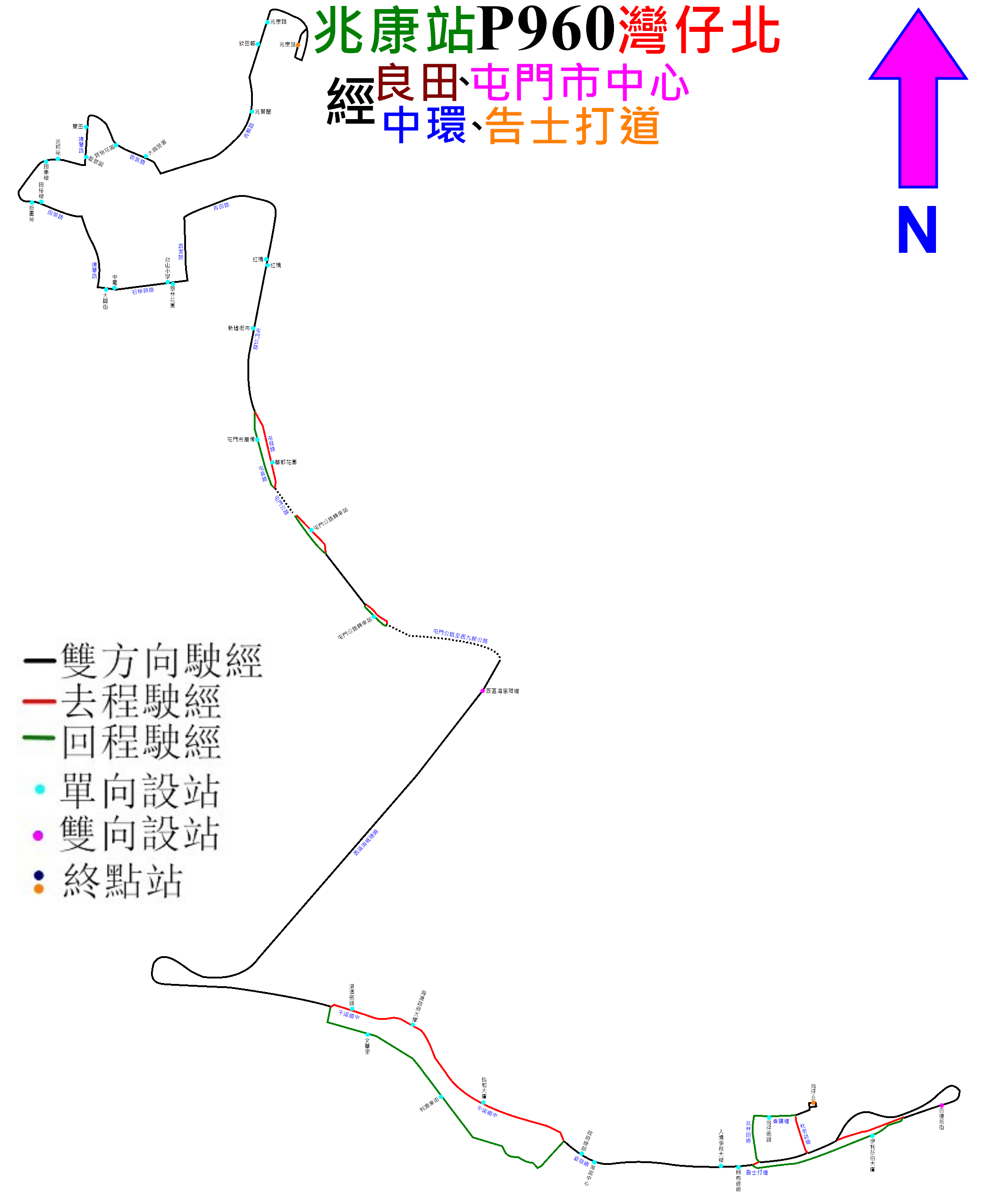
P960的走線圖

P960線由兆康站（北）開出之班次途經青麟路、震寰路、鳴琴路、田景路、鳴琴路、石排頭路、震寰路、青田路、屯門公路、屯發路、屯門公路、屯門公路巴士轉乘站、屯門公路、青朗公路、青衣西北交匯處、長青公路、長青隧道、青葵公路、西九龍公路、西區海底隧道、干諾道西、干諾道中、民吉街、統一碼頭道、民吉街、干諾道中、夏愨道、告士打道、維園道、銅鑼灣行車天橋、告士打道、杜老誌道、鴻興道及菲林明道；由會展站開出之班次途經鴻興道、菲林明道、告士打道、維園道、銅鑼灣行車天橋、告士打道、內告士打道、告士打道、夏愨道、紅棉路、金鐘道、德輔道中、摩利臣街、干諾道西、西區海底隧道、西九龍公路、青葵公路、長青隧道、長青公路、青衣西北交匯處、青朗公路、屯門公路、屯門公路巴士轉乘站、屯門公路、屯喜路、屯門公路、青田路、震寰路、石排頭路、鳴琴路、田景路、鳴琴路、震寰路及青麟路，具體停站請參考資訊框。

## 反應
在路線開辦首天，吸引不少巴士迷和市民親身乘搭。有巴士迷特意在當天前往屯門試乘此線，在凌晨四時許抵達兆康站等待此路線去程的頭班車，有乘客表示不會計較此路線價格，認為收費較高但換來較舒適的座位可以接受，亦有乘客形容路線車費「其實唔抵」，但仍欲再乘搭反方向的回程路線。
而在路線開辦後翌日，無綫新聞統計此路線乘客人數，當中在兆康路巴士站，只有一人選乘此線，大部份乘客均選乘隨後到站，收費較低的過海隧道巴士960C線，亦有乘客登車後發現此線收費較貴，便立即下車。對於有乘客擔心，九巴會削減相類似路線巴士班次，以鼓勵更多人搭較貴的此線，九巴表示，新線與原有路線無關，只是為上班一族提供多一個選擇。
此外，大興邨在繁忙時間亦設有往返金鐘／灣仔的香港居民巴士NR739線，其車費只需$20.0。有乘客表示NR739線較此路線快捷及便宜，不會改乘此線，而居民巴士營辦商負責人指此線與NR739線重疊，認為九巴應將資源投放至更有需要地區，反對九巴搶客，表示雖然不擔心乘客改搭此路線，但依然會提升服務質素迎戰。

### 書籍
- 陳自瑜. . 北嶺國際. 2022-07: 70-71. ISBN 9789629200527 （中文（香港））.
- 龔家豪. . 新尚線出版. 2022-02: 15, 44, 146-149. ISBN 9789887862345 （中文（香港））.

### 其他參考資料
1. 1 2 3 4 5  . 九龍巴士（一九三三）有限公司.   [2022-11-09]. （原始内容存档于2022-11-09） （中文（香港））.
2. ↑   (PDF). 屯門區議會秘書處. 2017-06-06  [2022-11-09]. （原始内容存档 (PDF)于2022-11-09） （中文（香港））.
3. ↑   (PDF). 香港特別行政區政府運輸及房屋局政策文件. 2017-11-13  [2022-11-09]. （原始内容存档 (PDF)于2022-11-09） （中文（香港））.
4. ↑  . 香港特別行政區政府. 2017-10-11: 212段  [2022-11-09]. （原始内容存档于2022-09-10） （中文（香港））.
5. ↑  . 蘋果日報. 2018-01-02. （原始内容存档于2018-01-02） （中文（香港））.
6. ↑  . 東方日報. 2018-01-02  [2022-11-08]. （原始内容存档于2022-11-12） （中文（香港））.
7. ↑   (PDF). 運輸署. 2017-12: 附件8  [2022-11-09]. （原始内容存档 (PDF)于2022-02-18） （中文（香港））.
8. ↑  . 香港01. 2018-01-02. （原始内容存档于2022-06-12） （中文（香港））.
9. ↑   (PDF).   [2018-06-01]. （原始内容 (PDF)存档于2022-03-18） （中文（香港））.
10. ↑  . 東方日報. 2018-04-15. （原始内容存档于2019-09-22） （中文（香港））.
11. ↑   (PDF). 中西區區議會交通及運輸委員會文件45/2018號. 2018-05  [2018-06-01]. （原始内容 (PDF)存档于2022-06-22） （中文（香港））.
12. ↑  . 香港01. 2018-06-07  [2022-11-09]. （原始内容存档于2022-11-11） （中文（香港））.
13. ↑  . 香港經濟日報. 2018-06-07  [2022-11-09]. （原始内容存档于2022-11-09） （中文（香港））.
14. ↑   (PDF). 屯門區議會秘書處. 2019-02-04  [2022-11-09]. （原始内容存档 (PDF)于2022-11-09） （中文（香港））.
15. ↑  . 東方日報. 2018-12-12  [2022-11-09]. （原始内容存档于2022-11-09） （中文（香港））.
16. ↑   (PDF). 屯門區議會交通及運輸委員會文件2020年第21號. 2020-04-27  [2022-11-09]. （原始内容存档 (PDF)于2021-12-10） （中文（香港））.
17. ↑   (PDF). 屯門區議會秘書處. 2020-07  [2022-11-15]. （原始内容存档 (PDF)于2022-11-15） （中文（香港））.
18. ↑   (PDF). 屯門區議會秘書處. 2021-01  [2022-11-15]. （原始内容存档 (PDF)于2022-11-15） （中文（香港））.
19. ↑   (PDF). 運輸署. 2021-07-12  [2021-07-12]. （原始内容 (PDF)存档于2022-01-28） （中文（香港））.
20. ↑  . 九龍巴士（一九三三）有限公司. 2021-07-12  [2022-11-09]. （原始内容存档于2022-11-05） （中文（香港））.
21. ↑  . 九龍巴士（一九三三）有限公司. 2021-08-06  [2023-09-07]. （原始内容存档于2022-12-03） （中文（香港））.
22. ↑   (PDF). 九龍巴士（一九三三）有限公司.   [2023-09-07]. （原始内容存档 (PDF)于2023-08-29） （中文（香港））.
23. ↑   (PDF). 九龍巴士（一九三三）有限公司.   [2022-01-31]. （原始内容 (PDF)存档于2022-02-01） （中文（香港））.
24. ↑   (PDF). 九龍巴士（一九三三）有限公司.   [2022-02-11]. （原始内容 (PDF)存档于2022-02-11） （中文（香港））.
25. ↑  . 香港01.   [2022-03-02]. （原始内容存档于2022-07-21） （中文（香港））.
26. ↑   (PDF). 九龍巴士（一九三三）有限公司.   [2022-11-13]. （原始内容存档 (PDF)于2022-11-02） （中文（香港））.
27. ↑   (PDF). 九龍巴士（一九三三）有限公司.   [2022-05-02]. （原始内容 (PDF)存档于2022-05-02） （中文（香港））.
28. ↑   (PDF). 九龍巴士（一九三三）有限公司.   [2022-05-11]. （原始内容 (PDF)存档于2022-05-11） （中文（香港））.
29. ↑   (PDF). 九龍巴士（一九三三）有限公司.   [2023-09-02]. （原始内容存档 (PDF)于2022-07-09） （中文（香港））.
30. ↑   (PDF). 九龍巴士（一九三三）有限公司. 2024-04  [2024-04-29]. （原始内容存档 (PDF)于2024-04-29） （中文（香港））.
31. 1 2  . 九龍巴士（一九三三）有限公司.   [2022-10-02]. （原始内容存档于2022-09-30） （中文（香港））.
32. ↑  . 勞工及福利局.   [2022-11-09]. （原始内容存档于2021-08-21） （中文（香港））.
33. 1 2  . 九龍巴士（一九三三）有限公司.   [2022-10-02]. （原始内容存档于2022-10-02） （中文（香港））.
34. ↑  . 九龍巴士（一九三三）有限公司. 2021-11-05  [2022-11-09]. （原始内容存档于2022-11-05） （中文（香港））.
35. ↑  . 東方日報. 2021-07-22  [2022-11-09]. （原始内容存档于2022-11-09） （中文（香港））.
36. ↑  . 九龍巴士（一九三三）有限公司.   [2023-09-02]. （原始内容存档于2023-06-08） （中文（香港））.
37. ↑   (PDF). 九龍巴士（一九三三）有限公司.   [2022-11-10]. （原始内容存档 (PDF)于2022-07-27） （中文（香港））.
38. 1 2 3 4  龔家豪. . 新尚線出版. 2022-02: 15, 44, 146-149. ISBN 9789887862345 （中文（香港））.
39. ↑  . 晴報. 2021-07-13  [2022-11-10]. （原始内容存档于2022-11-12） （中文（香港））.
40. ↑  陳志華, 李健信. . 中華書局. 2021-07: 371-372. ISBN 9789888759088 （中文（香港））.
41. ↑  容偉釗. . BSI HOBBIES(HK). 2021-07: 80. ISBN 9628414798.
42. ↑  容偉釗. . BSI HOBBIES(HK). 2023-07. ISBN 9628414232.
43. ↑  龔家豪. . 新尚線出版. 2023-02: 17-38. ISBN 9789887862369 （中文（香港））.
44. ↑  . 九龍巴士（一九三三）有限公司. 2021-11-11  [2023-09-10]. （原始内容存档于2022-12-31） （中文（香港））.
45. ↑  . 星島日報. 2021-07-18  [2022-11-14]. （原始内容存档于2022-11-14） （中文（香港））.
46. ↑  . 無綫新聞. 2021-07-18  [2022-11-10]. （原始内容存档于2022-11-10） （中文（香港））.
47. 1 2  . now新聞. 2021-07-18  [2022-11-10]. （原始内容存档于2022-11-12） （中文（香港））.
48. ↑  . 明報. 2021-07-18  [2022-11-10]. （原始内容存档于2022-11-12） （中文（香港））.
49. ↑  . 無綫新聞. 2021-07-19  [2022-11-10]. （原始内容存档于2022-11-11） （中文（香港））.
50. ↑  . 星島日報. 2021-07-19  [2022-11-10]. （原始内容存档于2022-11-12） （中文（香港））.
51. ↑   (PDF). 運輸署.   [2022-11-10]. （原始内容存档 (PDF)于2022-11-10） （中文（香港））.